# Дефонтен-Лавалле
Франсуа-Жорж Фук Деше, известный как Дефонтен-Лавалле (фр. Desfontaines-Lavallée
; 1733, Как — 25 ноября 1825, Париж) — французский прозаик, драматург, автор водевилей, библиотекарь
.

## Биография

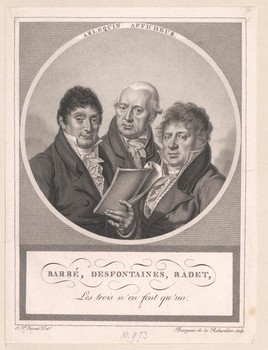
Три французских театральных деятеля (Пьер-Ив Барре (слева), Дефонтен-Лавалле (в центре) и Жан Батист Раде — справа)

До начала Великой Французской революции работал королевским цензором, секретарём и библиотекарем.
Участвовал в публикации Nouvelle Bibliothèque des romans (Новой библиотеки романов) и сам написал несколько романов, в том числе Lettres de Sophie et du chevalier de *** («Письма Софи и шевалье де ***» (1765).
В 1796 году стоял у истоков создания певческого общества водевильных обедов, просуществовавшего до 1802 года. В число его членов входили Жан Батист Раде, Пьер-Ив Барре, Пьер Ложон, Эммануэль Дюпати, Жозеф-Александр де Сегюр, Арман Гуффе.

## Избранные публикации
Пьесы
- 1765: La Bergère des Alpes, comedy in 1 act and in free vers, Бургундский отель
- 1767: L’Aveugle de Palmyre, comédie pastorale in 2 acts in verse mingled with ariettes, Бургундский отель, Read online
- 1771: La Cinquantaine, pastorale in 3 acts, music by Laborde, Театр Пале-Рояль, Read online
- 1773: Isménor, heroic drama in 3 acts, music by Rodolphe, Версаль,
- 1776: Le Mai, comedy in 3 acts
- 1778: La Chasse, comedy in 3 acts
- 1781: L’Amant statue, комическая опера
- 1783: Le Réveil de Thalie, comedy in 3 acts, Театр итальянской комедии (Париж),